# Ignazio Giovanni Cadolini
Ignazio Giovanni Cadolini (ur. 4 listopada 1794 w Cremonie, zm. 11 kwietnia 1850 w Ferrarze) – włoski kardynał.

## Życiorys
Urodził się 4 listopada 1794 roku w Cremonie, jako syn Giovanniego Cadoliniego i Rosy Germani. Studiował na La Sapienzy, gdzie uzyskał doktorat utroque iure. 11 maja 1818 roku przyjął święcenia diakonatu, a dziewiętnaście dni później – prezbiteratu. 3 lipca 1826 roku został biskupem Cervii, a 29 października przyjął sakrę. Po pięciu latach został przeniesiony do diecezji Foligno. W 1832 roku został arcybiskupem Spoleto. Sześć lat później został tytularnym arcybiskupem Şanlıurfy, a w 1843 – arcybiskupem Ferrary. 27 stycznia 1843 roku został kreowany kardynałem prezbiterem i otrzymał kościół tytularny Santa Susanna. Zmarł 11 kwietnia 1850 roku w Ferrarze.